# Aprelski
Aprelski (en rus: Апрельский) és un poble de l'óblast de l'Amur, a Rússia, que el 2018 tenia 43 habitants, pertany al districte de Magdagatxi.